# Мастранджело, Эрнесто
Эрне́сто Мастра́нджело, также известный по своему неофициальному имени Эбер (исп. Ernesto Enrique Mastrángelo; 5 июля 1948, Руфино, Санта-Фе — 22 июля 2023, Буэнос-Айрес) — аргентинский футболист, выступавший на позиции нападающего. В начале 1970-х выступал за национальную сборную Аргентины. Наиболее известен по выступлениям за «Боку Хуниорс» во второй половине 1970-х и начале 1980-х гг., в составе которой выиграл ряд внутренних и международных трофеев.

## Биография
Мать Эрнесто Мастранджело хотела дать ребёнку имя Эбер, однако ей не позволили зарегистрировать это имя в Бюро гражданской регистрации. Несмотря на это, именем «Эбер» будущего футболиста близкие звали с самого детства и оно стало практически официальным «прозвищем» во время его игровой карьеры. Впоследствии Эрнесто Мастранджело исполнил желание своей матери и дал официальное имя Эбер своему сыну.
В детстве Эбер Мастранджело на протяжении шести лет страдал от полиомиелита и целый год был прикован к постели, но недуг удалось излечить, во многом благодаря матери Нелли, постоянно делавшей сыну массаж — по советам врачей.
Мастранджело начал профессиональную карьеру в 1968 году в составе столичной «Атланты». В 1971 году, будучи игроком этого клуба, получил вызов в национальную сборную. В 1972 году пошёл «на повышение» в именитый «Ривер Плейт», но за три года в составе «миллионеров» не сумел выиграть ни одного трофея. В 1975 году недолго выступал в «Унионе» из Санта-Фе, после чего присоединился к главному противнику «Ривер Плейта», «Боке Хуниорс».
Именно с «Бокой» связаны все победы Мастранджело на клубном уровне. Тренер Хуан Карлос Лоренсо создал мощную команду, которая уже в 1976 году выиграла оба чемпионата Аргентины — Метрополитано и Насьональ. В следующем году победная серия перешла на международный уровень — «Бока» впервые в своей истории выиграла Кубок Либертадорес, затем повторила этот успех в 1978 году, и в том же году завоевала Межконтинентальный кубок за 1977 год в противостоянии с гладбахской «Боруссией». В Буэнос-Айресе, на «Бомбонере», команды сыграли вничью 2:2, а счёт в матче открыл именно Эбер. Ответная игра проходила 1 августа 1978 года в Карлсруэ, и там аргентинская команда была на голову сильнее финалистов Кубка чемпионов — 3:0, на счету Мастранджело второй гол.
Последним титулом, завоёванным Мастранджело, стала победа в чемпионате Аргентины 1981 года (Метрополитано). Всего за «Боку Хуниорс» сыграл 134 матча, забил 56 голов (с учётом международных кубков).
Завершил карьеру футболиста Эбер Мастранджело в уругвайском «Дефенсор Спортинге», в котором сыграл несколько матчей в 1982 году.
По окончании карьеры футболиста работал с молодёжными командами таких клубов, как «Бока Хуниорс», «Чакарита Хуниорс». Также возглавлял молодёжную сборную Парагвая.

## Достижения
- Чемпион Аргентины (3): 1976 (Метрополитано), 1976 (Насьональ), 1981 (Метрополитано)
- Обладатель Кубка Либертадорес (2): 1977, 1978
- Обладатель Межконтинентального кубка (1): 1977